# Гановер (Індіана)
Гановер (англ. Hanover) — місто (англ. town) в США, в окрузі Джефферсон штату Індіана. Населення — 3743 особи (2020).

## Географія
Гановер розташований за координатами 38°42′50″ пн. ш. 85°28′23″ зх. д. / 38.71389° пн. ш. 85.47306° зх. д. (38.713904, -85.473005).  За даними Бюро перепису населення США в 2010 році місто мало площу 5,99 км², з яких 5,98 км² — суходіл та 0,01 км² — водойми.

## Демографія
Згідно з переписом 2010 року, у місті мешкало 3546 осіб у 1075 домогосподарствах у складі 686 родин. Густота населення становила 592 особи/км².  Було 1216 помешкань (203/км²).
Расовий склад населення:
| - 94,9 % — білих - 2,3 % — чорних або афроамериканців - 0,8 % — азіатів - 0,2 % — корінних американців |

До двох чи більше рас належало 1,3 %. Частка іспаномовних становила 2,4 % від усіх жителів.
За віковим діапазоном населення розподілялося таким чином: 18,6 % — особи молодші 18 років, 69,4 % — особи у віці 18—64 років, 12,0 % — особи у віці 65 років та старші. Медіана віку мешканця становила 26,2 року. На 100 осіб жіночої статі у місті припадало 90,7 чоловіків;  на 100 жінок у віці від 18 років та старших — 88,5 чоловіків також старших 18 років.
Середній дохід на одне домашнє господарство  становив 45 266 доларів США (медіана — 40 758), а середній дохід на одну сім'ю — 47 936 доларів (медіана — 43 654). Медіана доходів становила 43 011 долар для чоловіків та 26 417 доларів для жінок. За межею бідності перебувало 24,8 % осіб, у тому числі 34,7 % дітей у віці до 18 років та 6,7 % осіб у віці 65 років та старших.
Цивільне працевлаштоване населення становило 1437 осіб. Основні галузі зайнятості: освіта, охорона здоров'я та соціальна допомога — 32,2 %, виробництво — 20,5 %, роздрібна торгівля — 13,5 %, мистецтво, розваги та відпочинок — 12,3 %.